# British Leyland
La British Leyland è stata una casa automobilistica inglese, nata dalla fusione tra la British Motor Corporation e la Leyland Motors e attiva sul mercato dal 1968 al 1988.
L'azienda incorporava buona parte dell'industria automobilistica britannica e aveva in mano il 40% del mercato interno; nonostante ciò la sua storia è stata turbolenta, e la sua crisi portò nel 1975 al salvataggio da parte del governo britannico con la nazionalizzazione, e nel 1988 alla privatizzazione e scorporo delle sue componenti. Il Gruppo MG Rover, che fu l'ultimo erede della maggior parte della sua eredità, collassò definitivamente nel 2005.
Le parti della BL che ancora oggi sopravvivono sono i marchi MINI (di proprietà del gruppo BMW), Jaguar e Land Rover (di proprietà della TATA), MG (di proprietà della SAIC Motor) e Leyland Trucks (di proprietà della Paccar).

## La storia

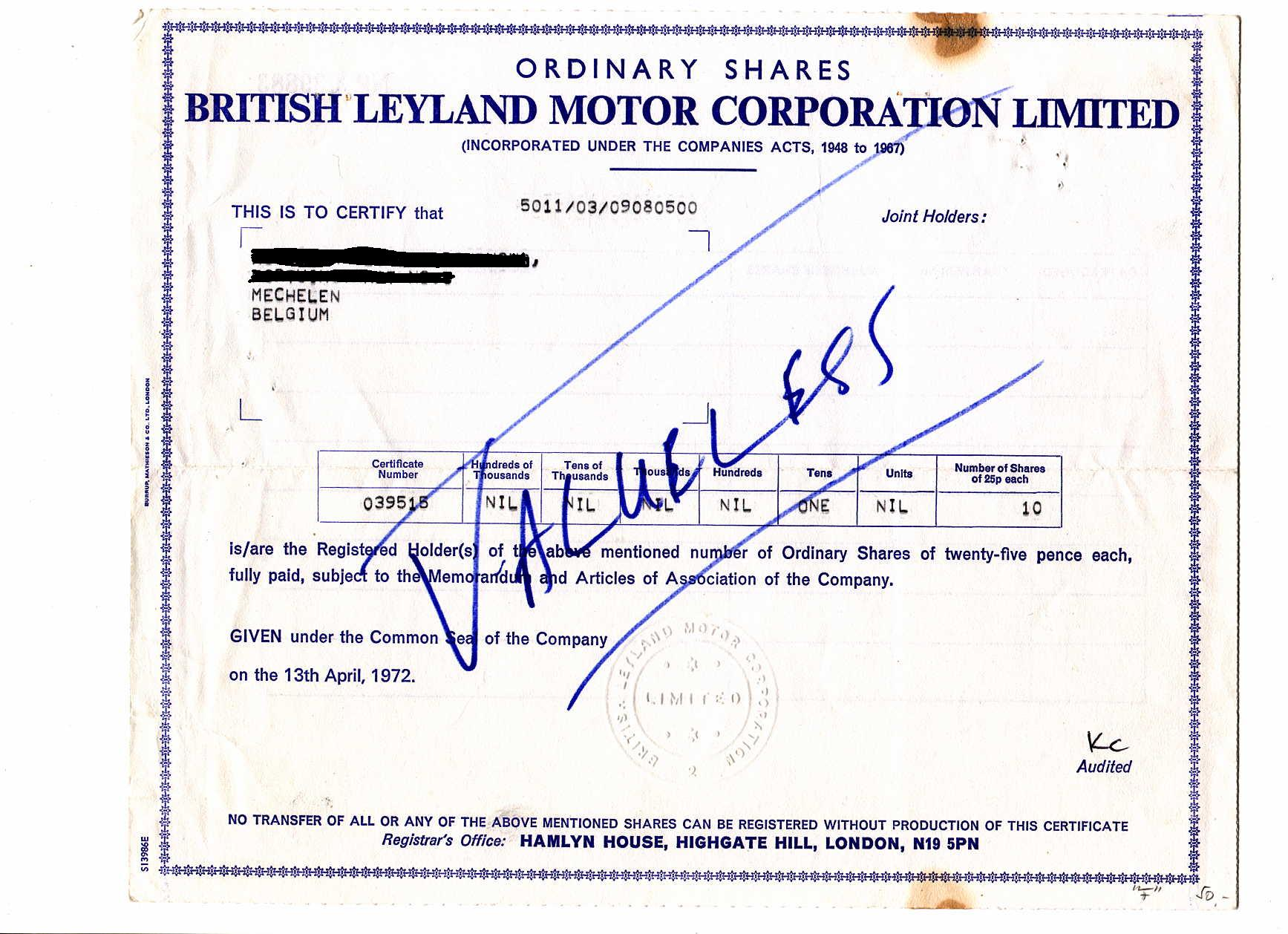
Una vecchia azione della BLMC

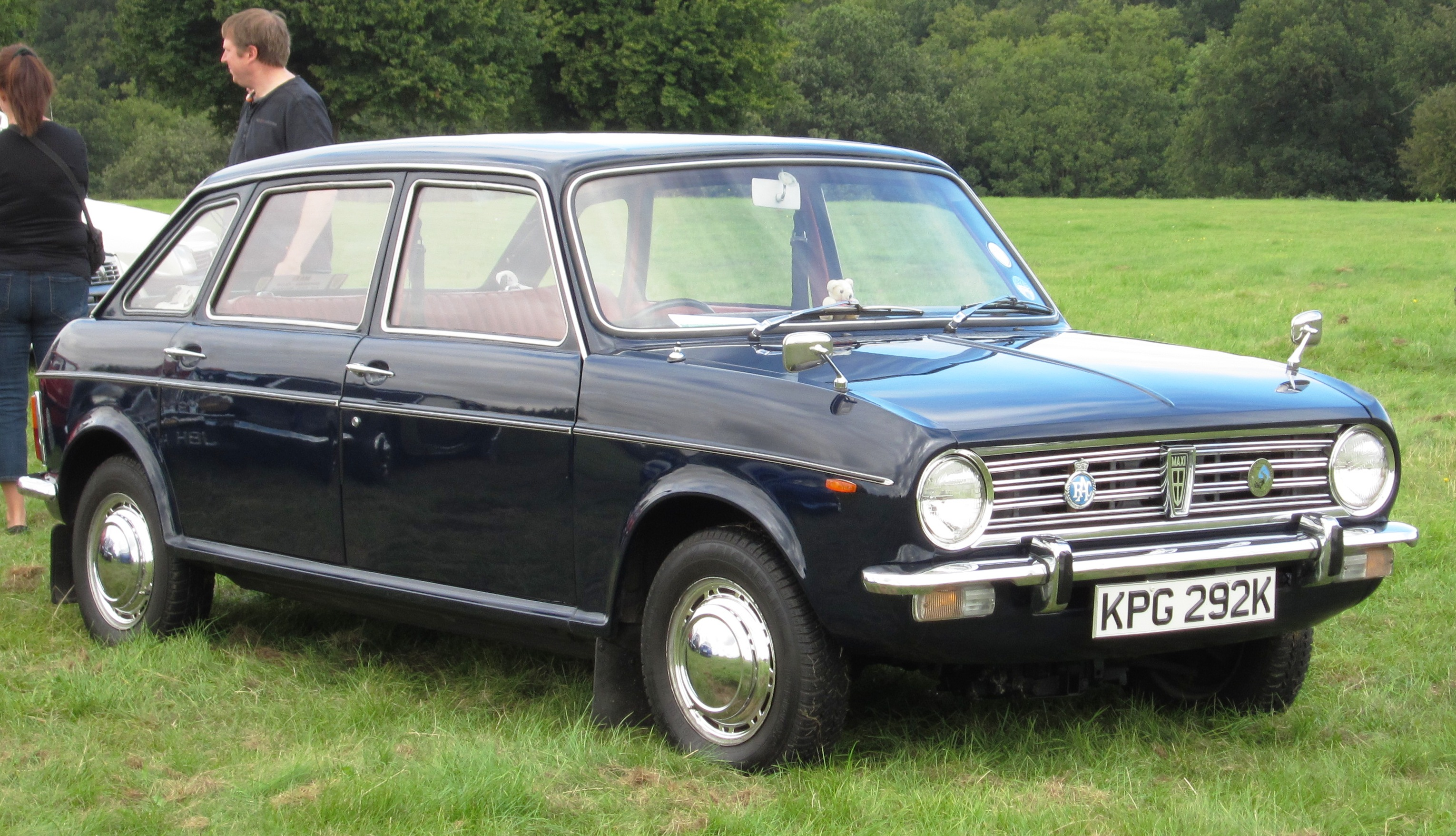
La Austin Maxi (1969)

La Leyland, originariamente attiva nel settore dei veicoli industriali, aveva acquisito nel 1961 il Gruppo Standard (a cui apparteneva la Triumph) e nel 1967 la Rover e la Land Rover. La BMC, invece, era proprietaria di Austin, Morris, Austin-Healey,  MG, Jaguar, Daimler, Wolseley, Riley e Vanden Plas. La società nata dalla fusione, denominata inizialmente come British Leyland Motor Corporation (conosciuta anche con la sigla BLMC), di fatto controllava quasi l'intera produzione automobilistica inglese: rimanevano fuori Rolls-Royce, Bentley,  Aston Martin, Lotus e i marchi del Gruppo Rootes (Hillman, Sunbeam Talbot e Singer).
La strategia del neonato colosso industriale fu quella di razionalizzare la produzione, riorganizzando i marchi (furono soppressi Wolseley e Riley, Mini venne trasformato in marchio). La crisi petrolifera seguita alla guerra del Kippur (novembre 1973), l'insuccesso di alcuni modelli fondamentali, il fallimento di tutti i tentativi di trovare un'erede alla Mini, gli sforzi del management dedicati più alla lotta contro i sindacati che alla realizzazione di modelli adeguati alle richieste dei consumatori, portarono la British Leyland in una situazione di grave crisi.
L'inadeguatezza dei modelli presentati dal 1974 in poi e la scarsa qualità costruttiva, generata dalle tensioni sindacali (e, a volte, da veri e propri sabotaggi), portarono alla nazionalizzazione dell'azienda che accorciò il nome a British Leyland (BL) nel 1978.
Nel frattempo (1974) alla collezione British Leyland s'era aggiunta la divisione auto della Innocenti, poi ceduta alla De Tomaso nel 1976.

### IlRapporto Ryder, la nazionalizzazione e la presidenza Ryder

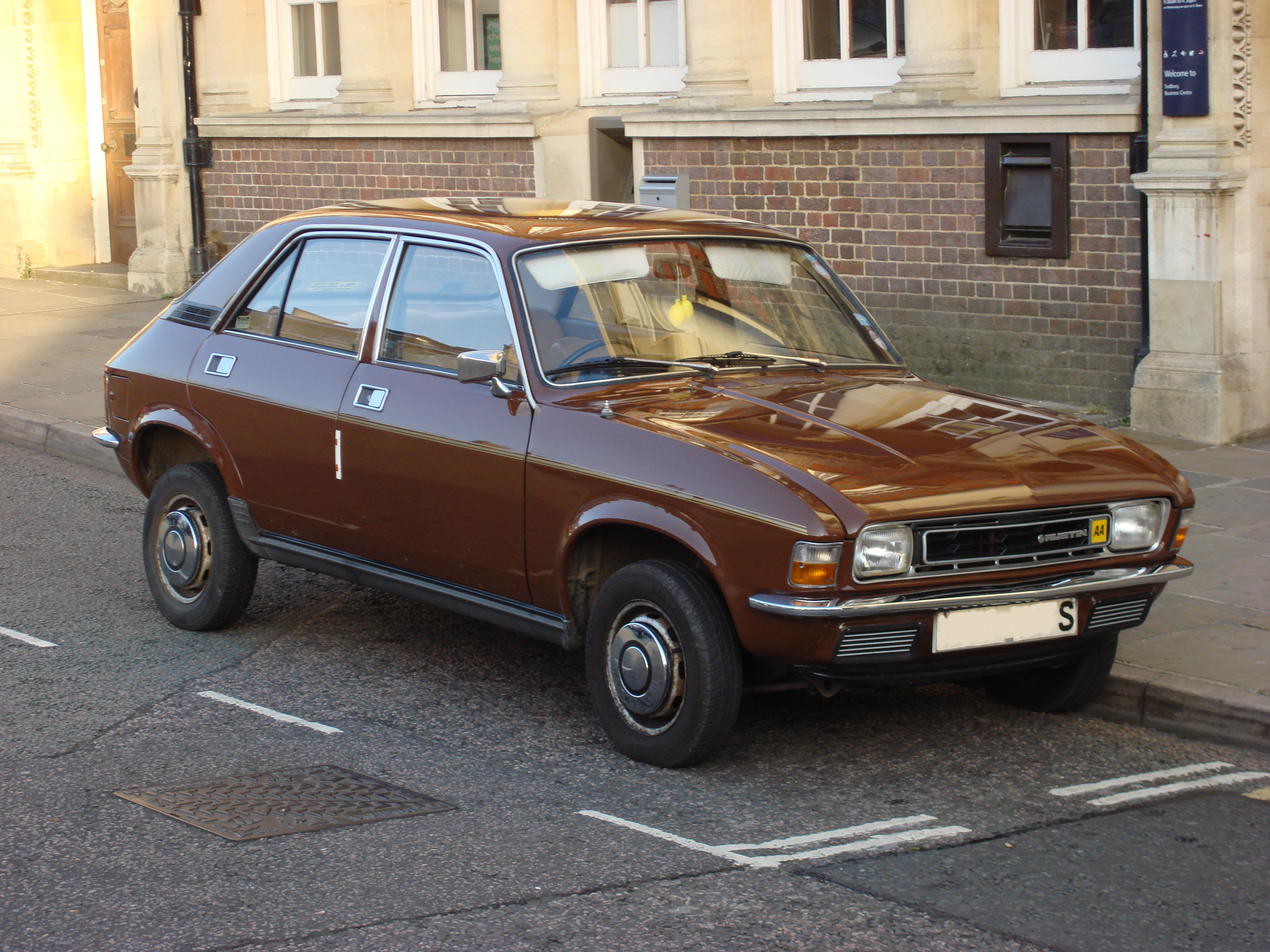
La Austin Allegro (1973)

In seguito alle disastrose performance del biennio 1973-1974, la British Leyland era sull'orlo della bancarotta e i finanziatori persuasero il presidente, Lord Donald Stokes, a iniziare delle consultazioni con Tony Benn, ministro dell'industria del governo laburista di Harold Wilson. L'accordo raggiunto fu che il governo avrebbe garantito il debito della BL nei confronti delle banche e dei finanziatori in cambio di un ruolo più diretto nella gestione dell'azienda. Il governo dunque il 18 dicembre 1974 diede a Sir Don Ryder, presidente dell'organo governativo National Enterprise Board, il compito di stilare un rapporto con una valutazione delle condizioni dell'azienda e delle raccomandazioni per il suo futuro.
Il Rapporto Ryder, che fu consegnato al ministro Benn il 26 marzo 1975, consigliava le dimissioni del presidente Donald Stokes, l'urgente sostituzione degli antiquati macchinari in uso negli stabilimenti, la costruzione di un centro di test e sviluppo dei nuovi modelli, la progettazione di una gamma di modelli più coesa tagliando quelli che competevano sullo stesso settore di mercato e l'eradicazione dei problemi di relazioni industriali, per un investimento totale di 1 264 milioni di sterline e 260 milioni di capitale operativo, con cui l'azienda sarebbe tornata pienamente competitiva nel 1981.
Nonostante l'onerosità dell'investimento, il governo lo appoggiò pienamente per evitare la dissoluzione della principale azienda automobilistica del Regno Unito e la perdita di circa un milione di posti di lavoro; così il 23 aprile il piano fu annunciato alla Camera dei comuni e il 27 giugno 1975 l'azienda entrò sotto completo controllo governativo con la formazione della holding company British Leyland Limited, di cui il governo era azionista di maggioranza. Stokes, a cui grazie all'interessamento del primo ministro Wilson fu assegnato un incarico onorario, fu sostituito nel ruolo di presidente da Sir Ronald Edwards.

### La presidenza Edwardes

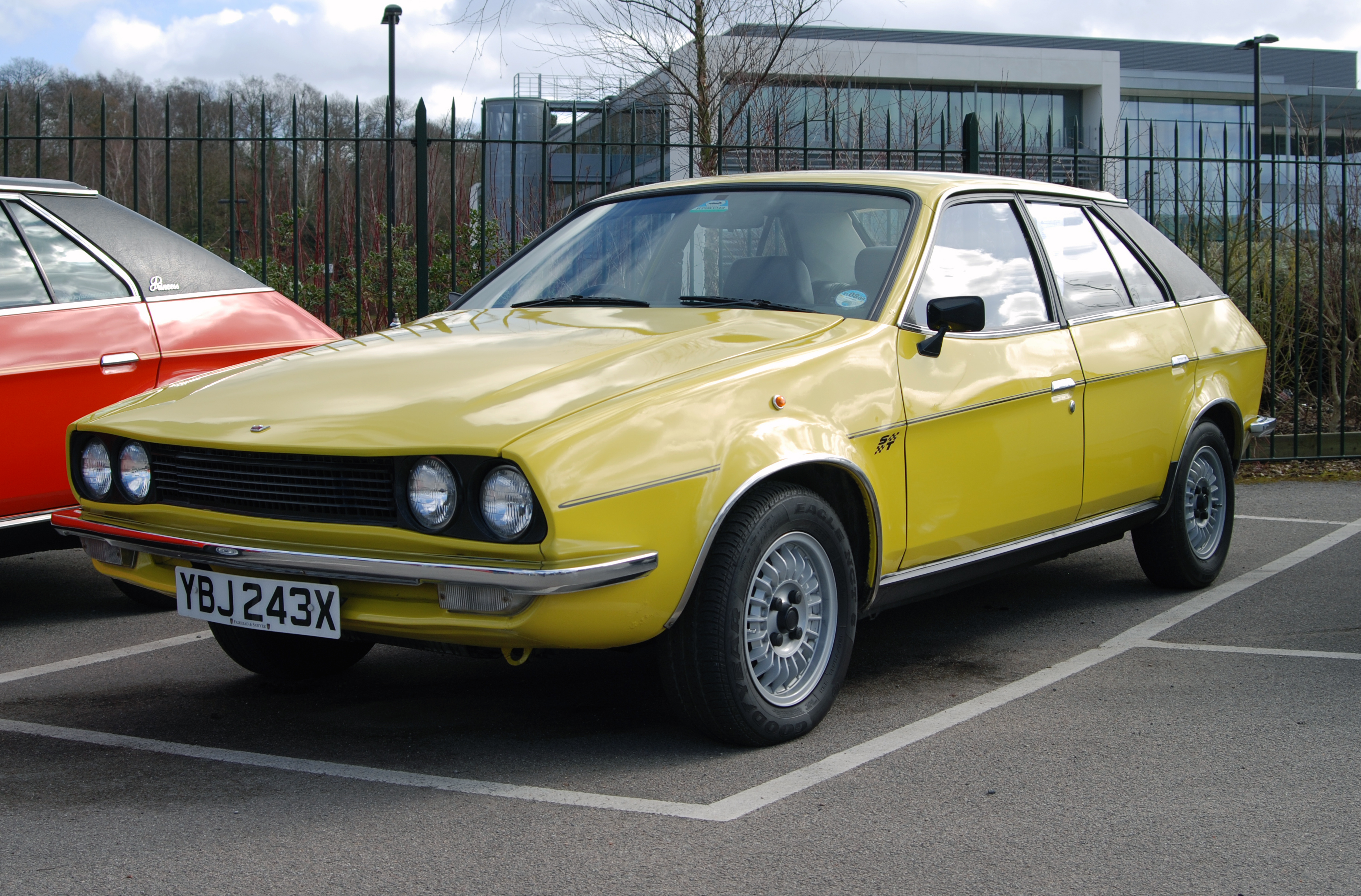
La Leyland Princess (1974)

Il governo laburista di James Callaghan, deciso a far tornare redditizia la British Leyland, nell'ottobre 1977 sollecitò dei cambiamenti al vertice (per mezzo del NEB), e Michael Edwardes sostituì Don Ryder nella carica di presidente.
Oltre ad una nuova crisi di liquidità, che rese necessari prestiti bancari e richieste di ulteriori fondi al governo, appena insediato Edwardes si trovò ad affrontare tre problemi:
- gli scioperi, che paralizzavano l'azienda e gravavano sulla quantità e sulla qualità della produzione (solo nel 1977 la produzione di 250 000 vetture andò perduta a causa delle frequenti interruzioni del lavoro);
- la razionalizzazione degli stabilimenti;
- la scarsa corrispondenza tra la gamma e la domanda del pubblico, con la quota di mercato in continuo calo, e la concorrenza interna tra vetture dei diversi marchi.

Nelle sue parole la British Leyland aveva «troppe fabbriche, che producevano troppo poche macchine, che nessuno voleva comprare».
Il primo durissimo scontro con i sindacati si ebbe nel 1978: Edwardes intendeva ridimensionare lo stabilimento di Speke spostando la produzione della Triumph TR7 a Canley, ma i sindacati si opposero con scioperi, sit-in e perfino veri e propri sabotaggi - non solo a Speke, ma anche a Canley. Edwardes rese chiaro che l'alternativa sarebbe stata la chiusura dello stabilimento, ma i sindacalisti continuarono gli scioperi, pensando che il neo-presidente non sarebbe andato fino in fondo e che un governo laburista non avrebbe permesso un simile sopruso proprio da parte di un'azienda statale. Invece alla scadenza dell'ultimatum Edwardes, con il supporto del governo, chiuse lo stabilimento e gli operai persero il lavoro.
Sul piano dell'organizzazione aziendale, ristabilì una distinzione più netta tra il ramo della "produzione di massa" Austin-Morris e il ramo "d'elite" Jaguar-Rover-Triumph dell'azienda; stabilì definitivamente che il nome Leyland non doveva essere più usato per marchiare automobili e che dovesse essere destinato solo alla produzione di autocarri ed autobus; avviò la strada per l'assorbimento del marchio Morris in quello Austin, iniziando dall'unificazione della rete dei concessionari e dal cambio di nome della 18-22 (venduta sia con marchio Austin che Morris) in Austin Ambassador.

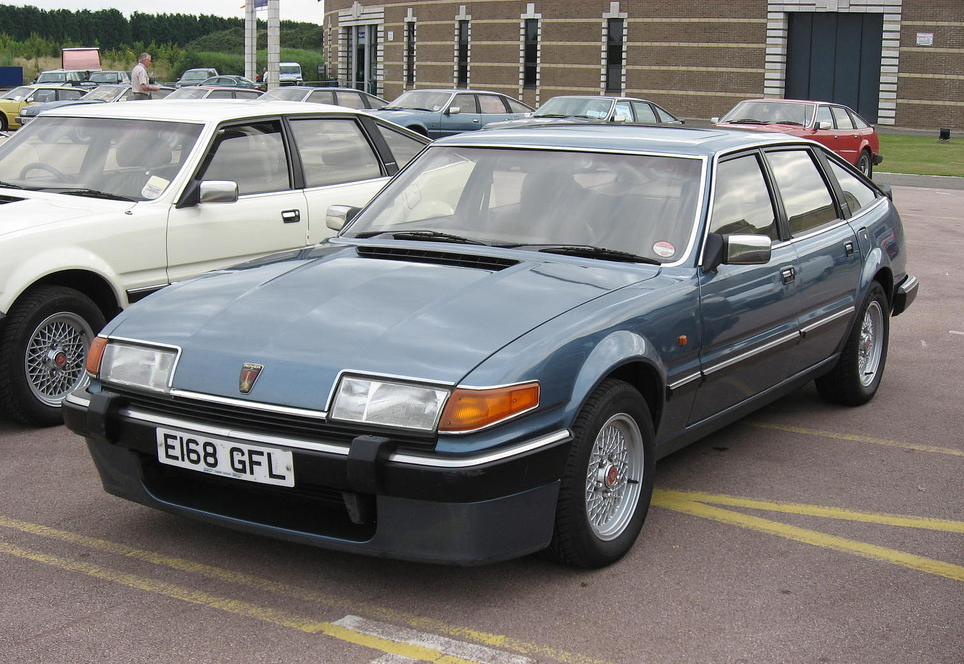
La Rover SD1, Auto dell'anno 1977

Sul fronte della razionalizzazione della gamma, tagliò i progetti meno importanti (Triumph Lynx, versioni station wagon di SD1 e Princess, ecc.) e concentrò l'attenzione sul progetto della nuova utilitaria (progetto LC8, mutuato dal precedente progetto ADO 88, ma con il nuovo obiettivo di affiancare e non sostituire la Mini), che nel 1980 diede luce alla Austin Metro, e della nuova media che avrebbe sostituito contemporaneamente Allegro, Marina e Maxi (progetto LC10), da cui nacquero la due volumi Maestro nel 1983 e la tre volumi Montego nel 1984. Per portare avanti questi progetti, vitali per fermare il crollo della quota di mercato della BL (che dal 40% circa di inizio decennio era sceso sotto al 20% nel 1979), Edwardes chiese ed ottenne ulteriori finanziamenti dal governo. Sulla sostituzione della Mini, data la domanda ancora sostenuta e l'esistenza di problemi più urgenti, fu deciso di accantonare i molti e costosi progetti che si erano inutilmente succeduti negli anni.
L'invecchiamento di Allegro, Marina e Maxi di fronte ad un'agguerrita concorrenza, con i nuovi modelli che avrebbero debuttato solo nel 1983-4, fece emergere la necessità di una berlina media che tamponasse l'emorragia delle vendite fino al debutto della LC10. Edwardes, da sempre convinto che la British Leyland dovesse stringere alleanze commerciali con altre Case automobilistiche, individuò nella Honda un partner ideale, e il giorno di Natale del 1979 fu firmato l'accordo per produrre su licenza la Honda Ballade negli stabilimenti BL con il nome di Triumph Acclaim. Fu l'inizio di una joint-venture ventennale, che durò fino al 1994 e i cui prodotti rimasero nei listini della casa inglese praticamente fino al fallimento di quest'ultima nel terzo millennio.

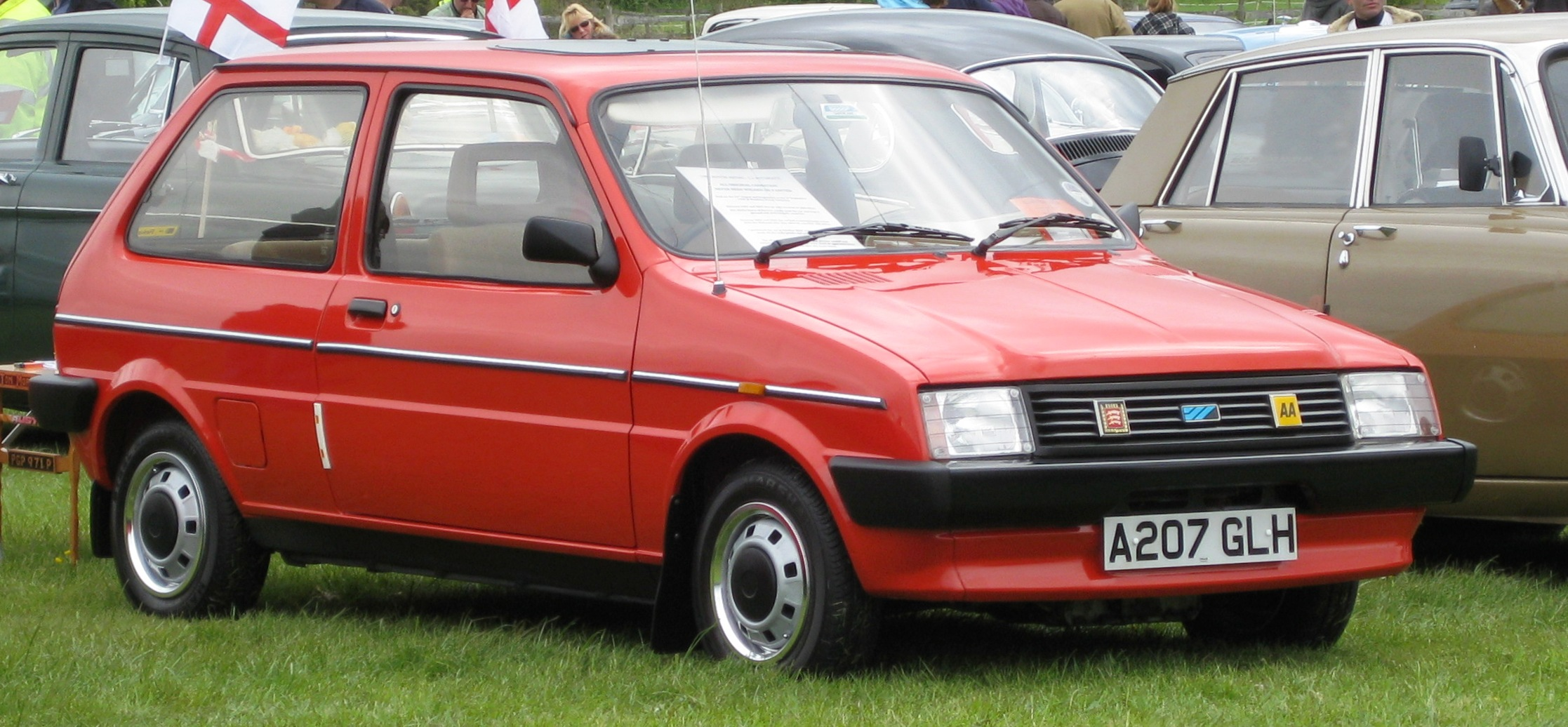
La Austin Metro (1980)

Il governo conservatore di Margaret Thatcher che risultò vincitore nelle elezioni del 1979 era fermamente contrario a finanziare ulteriormente un'azienda che era già costata due miliardi di sterline ai contribuenti. Documenti riservati pubblicati di recente dimostrano che alla fine del 1979 la British Leyland fu vicinissima ad essere chiusa, con l'eventuale sopravvivenza e privatizzazione dei soli marchi di un qualche valore (Jaguar/Rover). Nel rapporto, il ministro per l'industria Keith Joseph considerava il collasso della British Leyland praticamente certo in ogni caso, e consigliava di concederle sostegno economico fino all'anno successivo solo per ragioni politiche (Edwardes godeva di una certa popolarità, il suo operato era stato appoggiato pubblicamente dal partito conservatore e la chiusura della BL avrebbe spinto un'ondata di scioperi in tutto il paese) e per non far naufragare l'accordo con la Honda.
Nel novembre di quell'anno il sindacalista Derek Robinson detto "Red Robbo", l'operaio di Longbridge che aveva fatto nascere moltissimi degli scioperi dei precedenti anni, fu sollevato dal suo incarico. Il suo "sacrificio" fu voluto dai piani alti nel tentativo di porre fine alla dialettica dello scontro frontale azienda-sindacati, e per assecondare il governo e i mass-media che lo dipingevano come la causa di tutti i problemi.
Nel 1980 chiusero anche gli stabilimenti di Abingdon (storica fabbrica della MG) e Canley, mentre la produzione nello stabilimento di Solihull fu fermata; la produzione rimaneva attiva quindi solo a Longbridge e Cowley. Ad ottobre di quell'anno fu entusiasticamente presentata la Austin Metro.
Con un'ulteriore riorganizzazione interna nel 1981 i marchi Austin, Rover, Mini ed MG furono uniti in una sottodivisione chiamata Gruppo Austin Rover.
La mediazione di Edwardes e il successo della Metro convinsero "obtorto collo" la Thatcher a tenere in vita la BL. Tuttavia alla scadenza del suo contratto nel 1982 la Thatcher non lo riconfermò presidente; prima della fine del mandato Edwardes designò Austin Bide come suo successore.

### Gli anni Ottanta e la privatizzazione

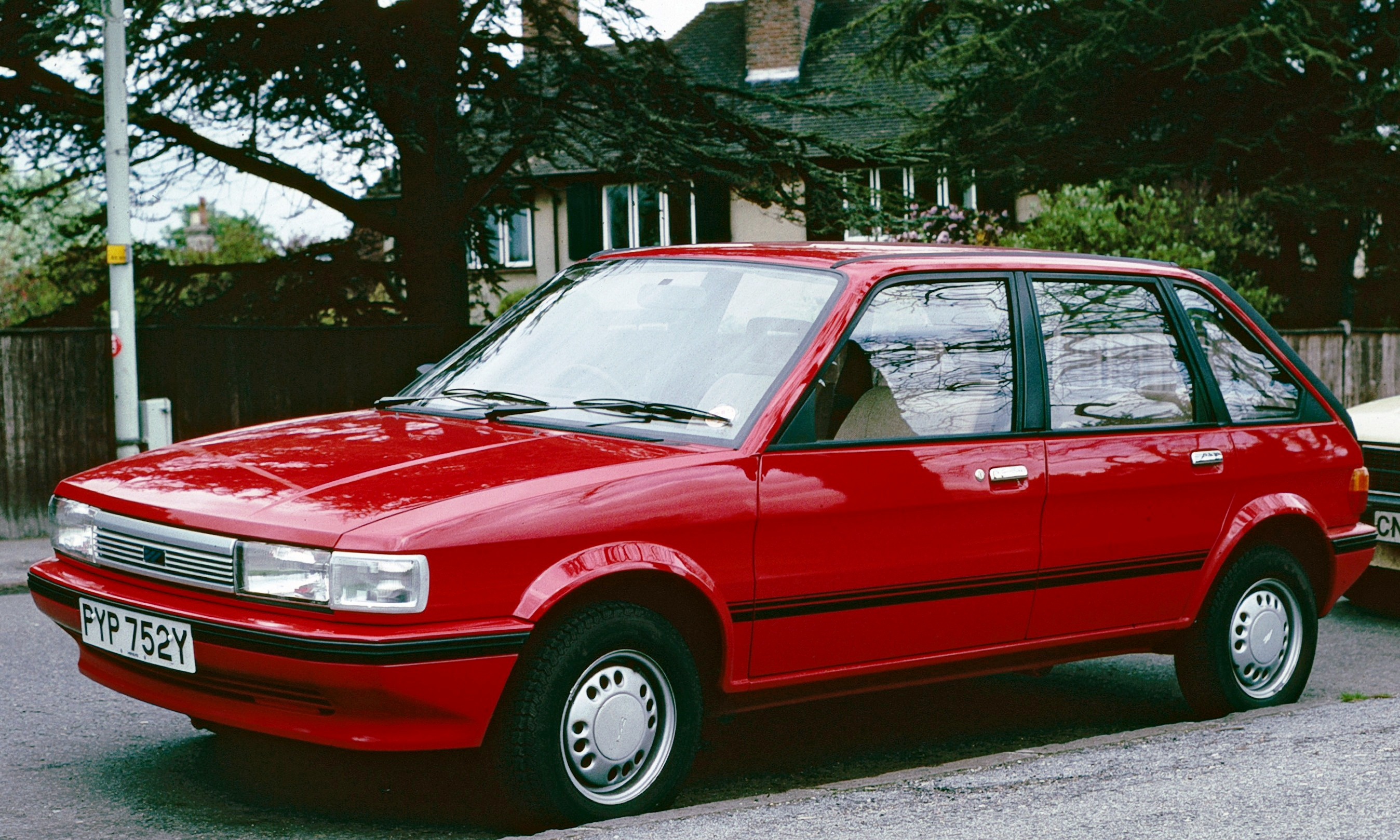
La Austin Maestro (1983)

Nel 1984 furono soppressi i marchi Morris (ormai assorbito dal marchio Austin) e Triumph.
Rispettivamente nel 1983 e nel 1984 vennero lanciate le medie Maestro e Montego. Negli anni successivi il loro mancato decollo, solo parzialmente attenuati dal successo della Metro, spinsero il governo di Margaret Thatcher a disfarsi definitivamente dell'azienda.
Nel 1986 Austin Bide fu sostituito da Graham Day nel ruolo di presidente. Day aveva l'obiettivo di riportare l'azienda in attivo e di renderla più attraente per i possibili acquirenti in vista della privatizzazione; la sua presidenza vide ulteriori razionalizzazioni, la soppressione del marchio Austin (con il conseguente cambio di nome del gruppo Austin Rover in Gruppo Rover) e la concentrazione di tutti gli sforzi sul solo marchio Rover, decisione che continuerà ad essere seguita anche per tutti gli anni Novanta e Duemila.
Nel 1988 con la privatizzazione la British Leyland cessò di esistere: il Gruppo Rover fu ceduto alla British Aerospace, mentre Jaguar, Daimler e Vanden Plas alla Ford.

## I Modelli progettati dalla British Leyland
- Mini Clubman
- Austin Metro
- Austin Allegro
- Austin Maestro
- Austin Montego
- Morris Marina
- Leyland Princess / Austin Ambassador
- Leyland Sherpa
- Triumph Dolomite
- Triumph Acclaim
- Triumph Stag
- Triumph TR7 e TR8
- Jaguar XJ-C
- Jaguar XJ-S
- Rover SD1